# Цифровой сертификат
Цифровой сертификат — выпущенный удостоверяющим центром электронный или печатный документ, подтверждающий принадлежность владельцу открытого ключа или каких-либо атрибутов.

## Виды сертификатов X.509

### Сертификат открытого ключа
Сертификат открытого ключа удостоверяет принадлежность открытого ключа некоторому субъекту, например, пользователю. Сертификат открытого ключа содержит имя субъекта, открытый ключ, имя удостоверяющего центра, политику использования соответствующего удостоверяемому открытому ключу закрытого ключа и другие параметры, заверенные подписью удостоверяющего центра.
Сертификат открытого ключа используется для идентификации субъекта и уточнения операций, которые субъекту разрешается совершать с использованием закрытого ключа, соответствующего открытому ключу, удостоверяемому данным сертификатом.
Формат сертификата открытого ключа X.509 v3 описан в RFC 5280.

### Сертификат атрибутов
Структура сертификата атрибутов аналогична структуре сертификата открытого ключа. Отличие же заключается в том, что сертификат атрибутов удостоверяет не открытый ключ субъекта, а какие-либо его атрибуты — принадлежность к какой-либо группе, роль, полномочия и т. п. Сертификат атрибутов применяется для авторизации субъекта.
Формат сертификата атрибутов описан в RFC 5755.

### Классификация сертификатов
VeriSign предложила следующую концепцию классификации цифровых сертификатов :
- Class 1 — индивидуальные, для идентификации электронной почты;
- Class 2 — для организаций;
- Class 3 — для серверов и программного обеспечения;
- Class 4 — для онлайн-бизнеса и транзакций между компаниями;
- Class 5 — для частных компаний или правительственной безопасности.